# Société des africanistes
 (mai 2023).
La Société des africanistes est une société savante, fondée à Paris en 1930.

## Historique
La Société des africanistes est une société africaniste fondée en 1930 dans le but d'étudier scientifiquement l'Afrique et ses habitants. Elle publie une revue, le Journal des africanistes, organise des journées d'étude thématiques et des conférences, programme des séances de cinéma. Elle édite une lettre mensuelle. La société est hébergée par le musée du quai Branly à Paris. 
Marcel Griaule en est le secrétaire général de 1940 jusqu'à sa mort en 1956, Germaine Dieterlen lui succède de 1956 à 1975.

## Activités éditoriales
La société publie une revue interdisciplinaire à comité de lecture semestrielle depuis 1931. Intitulée Journal de la Société des africanistes jusqu'en 1976, date à laquelle la revue prend son nom actuel. Les numéros de 1931 à 2007 sont en libre accès sur le portail Persée. À partir de 2004, la revue est diffusée par le site revues.org, avec une barrière mobile de quatre ans.

## Personnalités liées à la société
- Henri Breuil
- Louis Carré
- Marcel Cohen
- Germaine Dieterlen
- Marcel Griaule
- Henri Hubert
- Maurice Leenhardt
- Michel Leiris
- Lucien Lévy-Bruhl
- Marcel Mauss
- Antoine Meillet
- Théodore Monod
- Bernard Nantet
- Charles Ratton
- George Henri Rivière